# باتريشيا أميرة كونوت

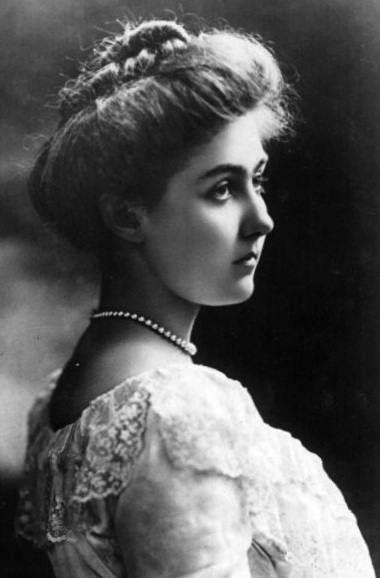
باتريشيا أميرة كونوت

الأميرة باتريشيا أميرة كونوت (بالإنجليزية: Princess Patricia of Connaught)‏ (فيكتوريا باتريشيا هيلانة اليزابيثوبعد زواجها السيدة باتريشيا رامزي; 17 مارس 1886 - 12 يناير 1974) كان حفيدة الملكة فيكتوريا وقد تخلت عن لقبها كأميرة بريطانية ولقب صاحبة السمو الملكي منذ زواجها من الضابط الكسندر رامزي وكان من عامة الشعب.